# زیورهای جنسی چندگانه

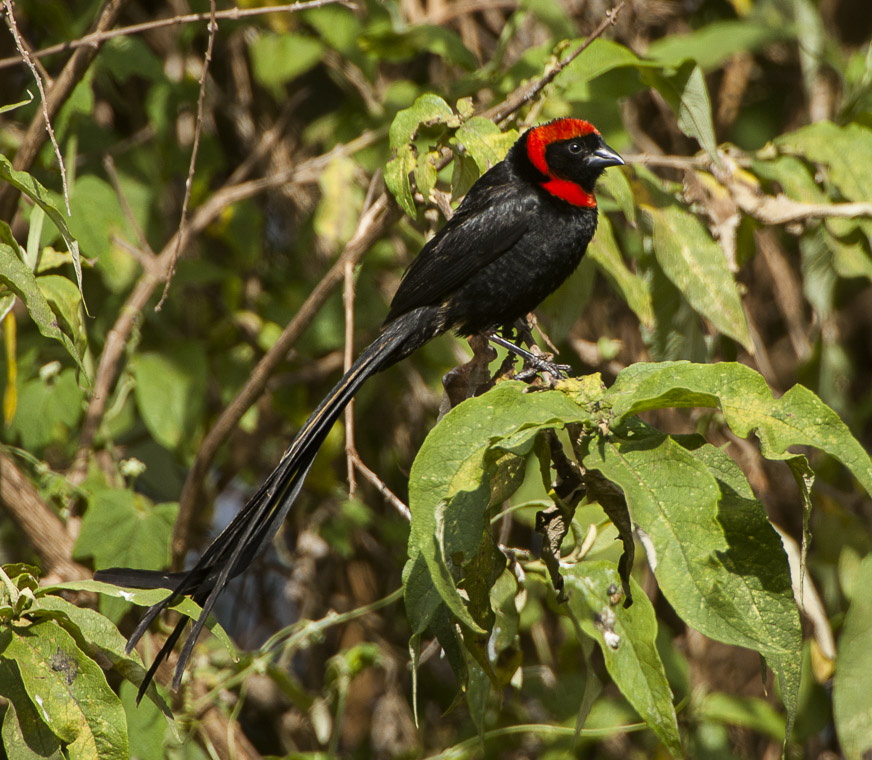
مرغ بیوه طوق‌سرخ یکی از چندین گونه جولاهای چندزنه با دو زیور جنسی است

بسیاری از گونه‌ها دارای زیورهای جنسی چندگانه (به انگلیسی: Multiple sexual ornaments) هستند که به سبب آن ماده‌ها به جای تنها یک نشانه ، شریک جفت‌گیری را با استفاده از چندین نشانه انتخاب می‌کنند. در حالی که این پدیده بدیهی است و از این رو برای مدت طولانی شناخته شده‌است، توضیحات سازگاری دربارهٔ اینکه چرا ماده‌ها به جای تنها یک سیگنال از چندین سیگنال استفاده می‌کنند به‌نسبت اخیراً فرموله شده‌است. چندین فرضیه وجود دارد، اما آزمون‌های متقابل انحصاری هنوز وجود ندارد.

## فرضیه‌ها
چندین فرضیه وجود دارد که تلاش می‌کند توضیح دهد که چرا یک نر چندین زیور جنسی دارد.
- فرضیه پیام‌های چندگانه
- فرضیه سیگنال‌های اضافی
- فرضیه سیگنال‌های اعتمادناپذیر
- فرضیه دخالت جنسی